# هوكي الزلاجات
هوكي الزلاجات (بالإنجليزية: Sledge hockey) المعروف أيضًا باسم هوكي التزلج في اللغة الإنجليزية الأمريكية وهوكي الجليد البارالمبي في المنافسة الدولية هو أحد أشكال هوكي الجليد للاعبين الذين يعانون من إعاقة جسدية. تم اختراع هذه الرياضة في أوائل الستينيات في مركز إعادة التأهيل في ستوكهولم بالسويد، ويتم لعبها تحت قواعد مماثلة لتلك الخاصة بلعبة الهوكي الجليدي القياسية. يجلس اللاعبون على الزلاجات ويستخدمون عصي هوكي خاصة بها "أسنان" معدنية على أطراف مقابضها للتنقل على الجليد. تستخدم أماكن اللعب حلبة هوكي الجليد.
كانت رياضة الهوكي على الزلاجات جزءًا من برنامج الألعاب البارالمبية الشتوية منذ عام 1994. ومن خلال قسمها العالمي لهوكي الجليد لذوي الاحتياجات الخاصة تعمل اللجنة البارالمبية الدولية (IPC) كهيئة دولية مسؤولة عن هذه الرياضة. حيث تم لعبها في دورة الألعاب البارالمبية الشتوية منذ عام 1994 وكانت واحدة من الأحداث الأكثر شعبية. فمنذ عام 2016 قامت اللجنة البارالمبية الدولية بالترويج لهذه الرياضة تحت اسم "هوكي الجليد البارالمبي" لأسباب لغوية كجزء من الجهود المبذولة لتبسيط إجازتها لهذه الرياضة خارج الألعاب البارالمبية.

## التاريخ

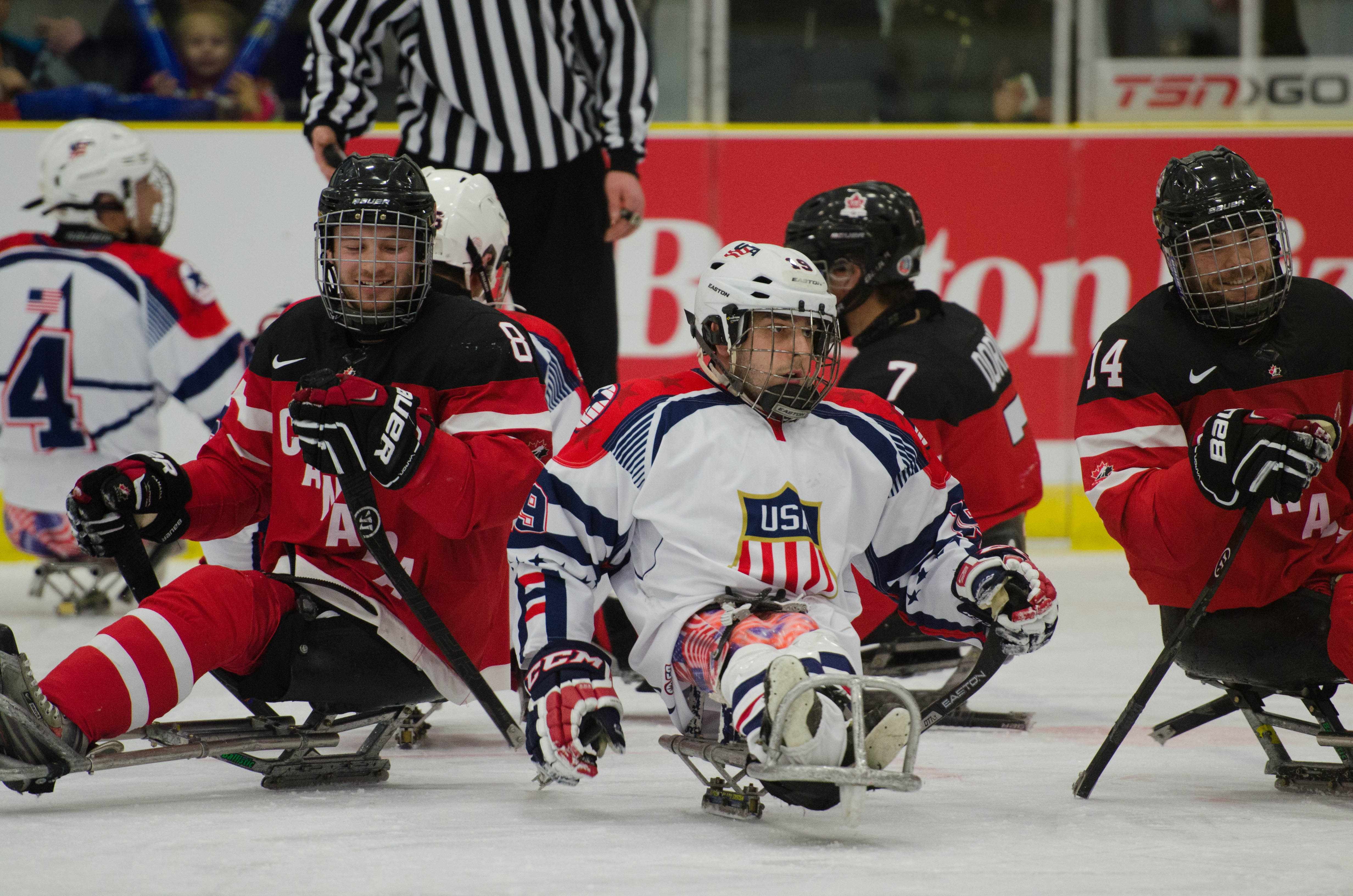
لاعبو منتخب كندا ومنتخب الولايات المتحدة يتنافسون في بطولة العالم لهوكي الزلاجات 2015.

صمم رجلان من السويد الزلاجة في الستينيات لأنهما أرادا الاستمرار في لعب الهوكي على الرغم من إعاقتهما الجسدية. وتضمن تصميمها شفرتين للتزلج على إطار معدني يسمح للقرص بالمرور من تحتهما. لقد أكملوا المجموعة من خلال تضمين قطبين دائريين مع مقابض للدراجات كعصي. على الرغم من وجود العديد من القيود على قياسات ووزن الزلاجات المستخدمة في الألعاب البارالمبية إلا أن التصميم الأساسي للزلاجات الحديثة يظل وفيا للزلاجات البسيطة الأصلية للأطفال في ستينيات القرن العشرين. وقد تم تصنيع هذه الزلاجات بعد ذلك لاستخدامها في رياضة الهوكي.وعلى الرغم من الافتقار الأولي للاهتمام والوعي في السنوات القليلة التي تلت ذلك، بدأت المنافسة بين فرق هوكي الزلاجات في عام 1971 وشملت خمسة فرق في أوروبا. وفي عام 1981 أنشأت بريطانيا العظمى أول فريق لها لهوكي الزلاجات وتبعتها كندا بفترة قصيرة في عام 1982. ولم يتم إنشاء أول فريق لهوكي الزلاجات الجليدية في الولايات المتحدة إلا في عام 1990. وواصلت رياضة هوكي الزلاجات التوسع عندما قامت إستونيا واليابان بتشكيل فرقهما في عام 1993. وقد تم إدخال لعبة هوكي الزلاجات إلى دورة الألعاب البارالمبية الشتوية في عام 1994 وحصلت السويد على الميدالية الذهبية الأولى. أما منذ عام 2010 فقد أصبحت رياضة الهوكي على الزلاجات حدثًا مختلطًا بين الجنسين. بحيث أصبحت رياضة الهوكي على الزلاجات واحدة من أكثر الأحداث شعبية في دورة الألعاب البارالمبية الشتوية.
في 30 نوفمبر 2016 كجزء من إعادة تسمية الرياضات التي تحكم نفسها التابعة للجنة البارالمبية الدولية تحت الاسم الجديد "الرياضات البارالمبية العالمية" وفي إشارة إلى أن كلمة "زلاجة" لها معاني مختلفة بين اللغات، أعلنت اللجنة البارالمبية الدولية أنها ستشير من الآن فصاعدًا إلى هوكي الزلاجة باسم "هوكي الجليد البارالمبي". وبناءً على ذلك سيتم تغيير اسم الهيئة التي تمنحها الموافقة إلى الاتحاد العالمي لهوكي الجليد لذوي الاحتياجات الخاصة.

## معدات

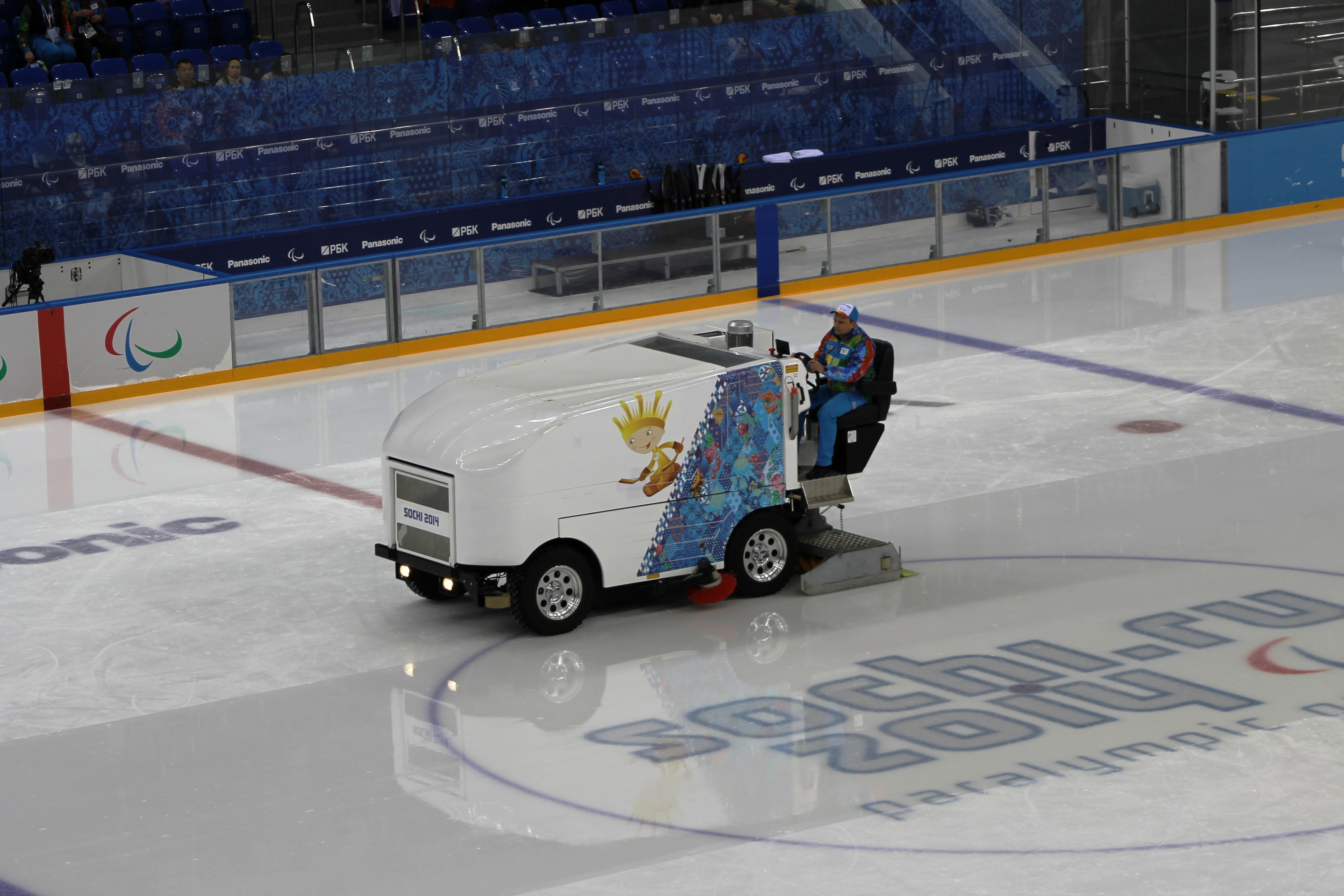
ساحة شايبا في شكلها المخصص لهوكي الزلاجات في دورة الألعاب البارالمبية الشتوية 2014 : مدخل مقاعد اللاعبين وصناديق الجزاء على نفس مستوى سطح الجليد، مما يسهل على اللاعبين دخولها. يتم تغطية الأرضيات بالجليد أو البلاستيك الأملس لمنع تلف الزلاجات.

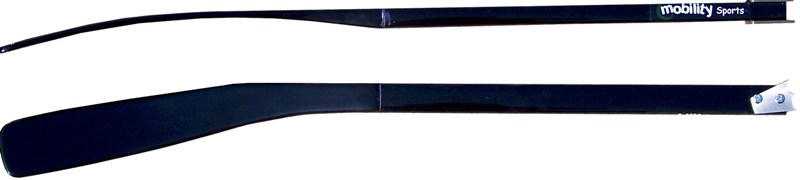
عصي هوكي زلاجة من ألياف الكربون

تحتوي العصي على شفرة منحنية في أحد طرفيها بطريقة مشابهة لتلك الموجودة في لعبة الهوكي الجليدي العادية، وعادةً ما يكون هناك ستة إلى ثمانية أسنان معدنية في الطرف المقابل للشفرة من أجل المناورة والدفع. ويتم تحقيق الحركة باستخدام الأسنان المعدنية كوسيلة للإمساك بالجليد ودفع النفس إلى الأمام. لا يمكن أن تكون الأسنان المعدنية مدببة للغاية ولا تبرز أكثر من 1 سم خارج العصا، لمنع إتلاف الجليد وإصابة اللاعبين الآخرين. وتشمل المعدات الأخرى خوذة مع قناع للوجه وواقيات للكتف والكوع وواقيات للساق وقفازات هوكي. ويتم اختيار السراويل والأحذية حسب رغبة اللاعب وراحته واحتياجاته. يرتدي حراس المرمى القناع القياسي وواقي الصدر والذراع وواقي الحاجز وقفاز الإمساك بالإضافة إلى واقي الساق إذا رغبوا في ذلك وعصا بها أسنان على كل من المجداف ومقبض العصا. بالإضافة إلى ذلك قد يقوم حراس المرمى بإجراء تعديلات على معداتهم: أحد التعديلات الشائعة هو ربط النعال البلاستيكية لمسامير المضمار بالجزء الخارجي من قفازاتهم للمساعدة في الحركة الجانبية.

## قواعد
تنطبق جميع قواعد هوكي الجليد الأساسية على هوكي الزلاجات بشكل أساسي. والاختلافات هي تلك التي تفرضها مزلجة الجليد والرياضي. تم إنشاء المجموعة الأولى من القواعد الدولية في عام 1990 وتمت صياغتها من القواعد الكندية. حيث أن العقوبة الوحيدة الفريدة في لعبة هوكي الزلاجة هي الضربة الأولى - وهي فعل شحن الخصم باستخدام أي جزء من نصف القطر الأمامي للزلاجة. ويُسمح للاعبين ذوي القدرة المحدودة على الحركة في أذرعهم باستخدام مساعد غير معاق. كما يجب على اللاعبين ارتداء قميص الفريق ومعدات السلامة ولا يجوز لهم تجاوز سرعة اللاعب المتوسط على الجليد ولا يجوز لهم دخول "المنزل" (المنطقة الممتدة من خط المرمى إلى نقاط مواجهة منطقة النهاية والممتدة إلى الجزء العلوي من دوائر مواجهة الهدف) أثناء وجودهم في منطقة الدفاع.
يتم تقسيم المباريات إلى ثلاث فترات زمنية مدتها 15 دقيقة. وإذا انتهى الوقت الأصلي بالتعادل يتم اللجوء إلى الوقت الإضافي، وإذا استمر التعادل بعد انتهاء الوقت الإضافي يتم اللجوء إلى ركلات الترجيح لتحديد الفريق الفائز.

## هوكي الزلاجات للسيدات
يتم إدارة فريق هوكي الجليد الوطني للسيدات في الولايات المتحدة من قبل اتحاد الهوكي الأمريكي. ومع ذلك يتم إدارة فريق هوكي الجليد الوطني للسيدات في كندا بشكل مستقل ولا يتلقى تمويلًا فيدراليًا. حيث تتحمل المجموعتان المسؤولية الأساسية عن الترويج لهوكي الزلاجات للسيدات على المستوى الدولي.
في حين أن رياضة الهوكي على الجليد البارالمبية كانت حدثًا مختلطًا بين الجنسين منذ عام 2010 فقد شاركت ثلاث لاعبات فقط في البطولة البارالمبية اعتبارًا من عام 2022. بما في ذلك اللاعبات النرويجيات بريت مجاسوند أوين (1994: لم يتم تصنيف الحدث صراحةً على أنه حدث للرجال في ذلك العام) ولينا شرودر (2018) واللاعبة الصينية يو جينج (2022: ستلعب جينج في مباراة واحدة فقط). وفي عام 2006 تم تسمية أماندا أهرنبوم في قائمة المنتخب السويدي، ولكن تم اعتبارها غير مؤهلة قبل فترة وجيزة من الألعاب لأن الحدث كان مفتوحًا للاعبين الذكور فقط. واعتبارًا من عام 2022 يُسمح للفرق المكونة بالكامل من لاعبين ذكور بإرسال سبعة عشر لاعبًا ولكن يمكن إرسال ثمانية عشر لاعبًا إذا تم تضمين امرأة.
في حين أن إدراج النساء في الفرق التي يهيمن عليها الرجال كان يعتبر خطوة مهمة إلى الأمام بالنسبة لهذه الرياضة فقد أثيرت انتقادات بشأن التطور البطيء والافتقار إلى الجهود المركزة لتعزيز هوكي الزلاجات للسيدات - وخاصة خارج الألعاب البارالمبية. زعمت بيجي أسينك إحدى عضوات الفريق الوطني الكندي أن الشكل المختلط في الألعاب البارالمبية كان في الواقع ضارًا بتطور رياضة هوكي الزلاجات النسائية، مشيرة إلى أن "الحجة كانت دائمًا" حسنًا هناك مكان لهم. لكنهم لم ينضموا إلى قائمة الفريق بعد. وفي رياضة تتطلب الاحتكاك الجسدي الكامل فهذا أمر صعب للغاية".
أقيمت أول بطولة كأس دولية للسيدات لهوكي الجليد على الزلاجات في عام 2014. أما في عام 2022 فقد تم استبدال هذا الحدث ببطولة تحدي العالم للسيدات لهوكي الجليد البارالمبي.

## الاستشهادات
1. 1 2  "Paralympics unhappy with CTV's plan". Toronto. مؤرشف من الأصل في 2010-03-17.
2. ↑  "Sledge hockey teams can add women for 2010 Games". CTVOlympics.ca (بالإنجليزية). CTV Olympics. 3 Apr 2009. Archived from the original on 2010-01-12. Retrieved 2022-09-05.
3. ↑  "Para ice hockey - Fast Facts". paralympic.org. اللجنة البارالمبية الدولية. مؤرشف من الأصل في 2019-08-08. Para ice hockey was formerly known as ice sledge hockey until it was rebranded in 2016.
4. ↑  "Our Sport". paraicehockey.co.uk. British Para Ice Hockey Association. مؤرشف من الأصل في 2020-08-05. In 2016, the sport was renamed and rebranded from IPC Ice Sledge Hockey to Para Ice Hockey.
5. 1 2  "Sledge hockey teams can add women for 2010 Games". CTVOlympics.ca. 3 أبريل 2009. مؤرشف من الأصل في 2024-07-23. اطلع عليه بتاريخ 2010-02-22.
6. ↑  "Rebranding of sledge hockey causing concerns". Canadian Press. 18 أبريل 2017. مؤرشف من الأصل في 2024-07-26. اطلع عليه بتاريخ 2019-04-07.
7. 1 2 3 4  Alex Azzi (12 Mar 2022). "In sled hockey, coed in name only, women are building their own Paralympic pipeline". On Her Turf (إن بي سي سبورتس) (بالإنجليزية). إن بي سي العالمية. Archived from the original on 2022-10-06. Retrieved 2022-09-05.
8. ↑  "Para Ice Hockey Women's World Challenge | Top six moments". paralympic.org (بالإنجليزية). Paralympics. 31 Aug 2022. Archived from the original on 2023-09-26. Retrieved 2022-09-24.

## روابط خارجية
- بطولة العالم لهوكي الجليد لذوي الاحتياجات الخاصة